# Trollfjord
Pour le navire, voir MS Trollfjord.
Le Trollfjord est un bras de mer de deux kilomètres de longueur, issu du Raftsund, le détroit qui sépare les deux archipels du nord de la Norvège que sont les îles Lofoten et les Vesterålen.

## Géographie
Le Trollfjord débouche sur le Raftsund. Il n'abrite aucune habitation et n'est desservi par aucune route. 
La falaises lisses et polies du côté nord sont constituées de monzonite, la roche la plus ancienne de Norvège.

## Tourisme
Le Trollfjord est remonté par l'Hurtigruten lors de la saison estivale, entre les escales de Svolvær et de Stokmarknes, avec un seul but touristique, le fjord étant très étroit et nécessitant la réalisation d'un « demi-tour trois temps » mais suffisamment profond pour y permettre la navigation des navires.

## Quelques vues du Trollfjord

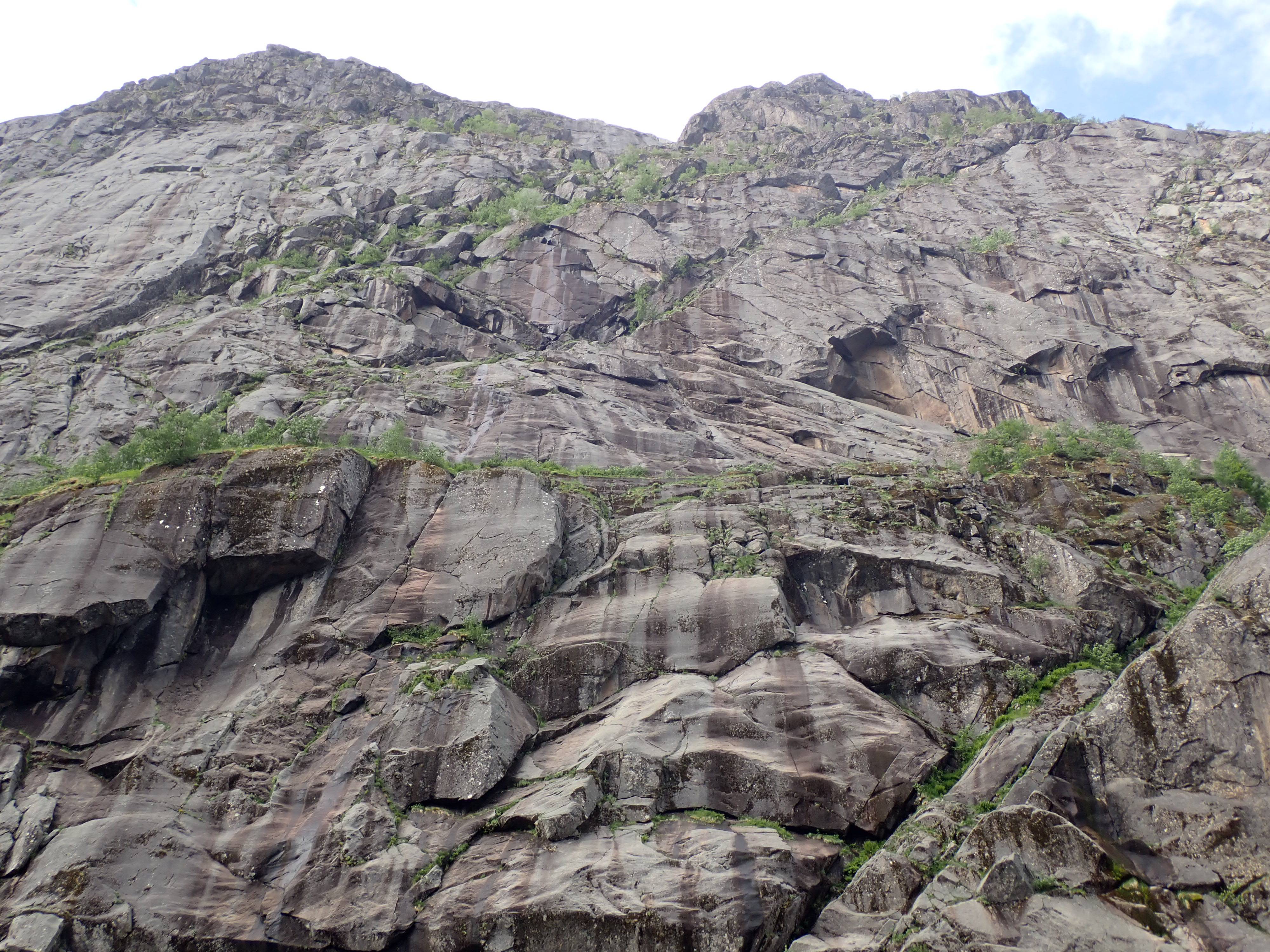
Falaises de monzonite
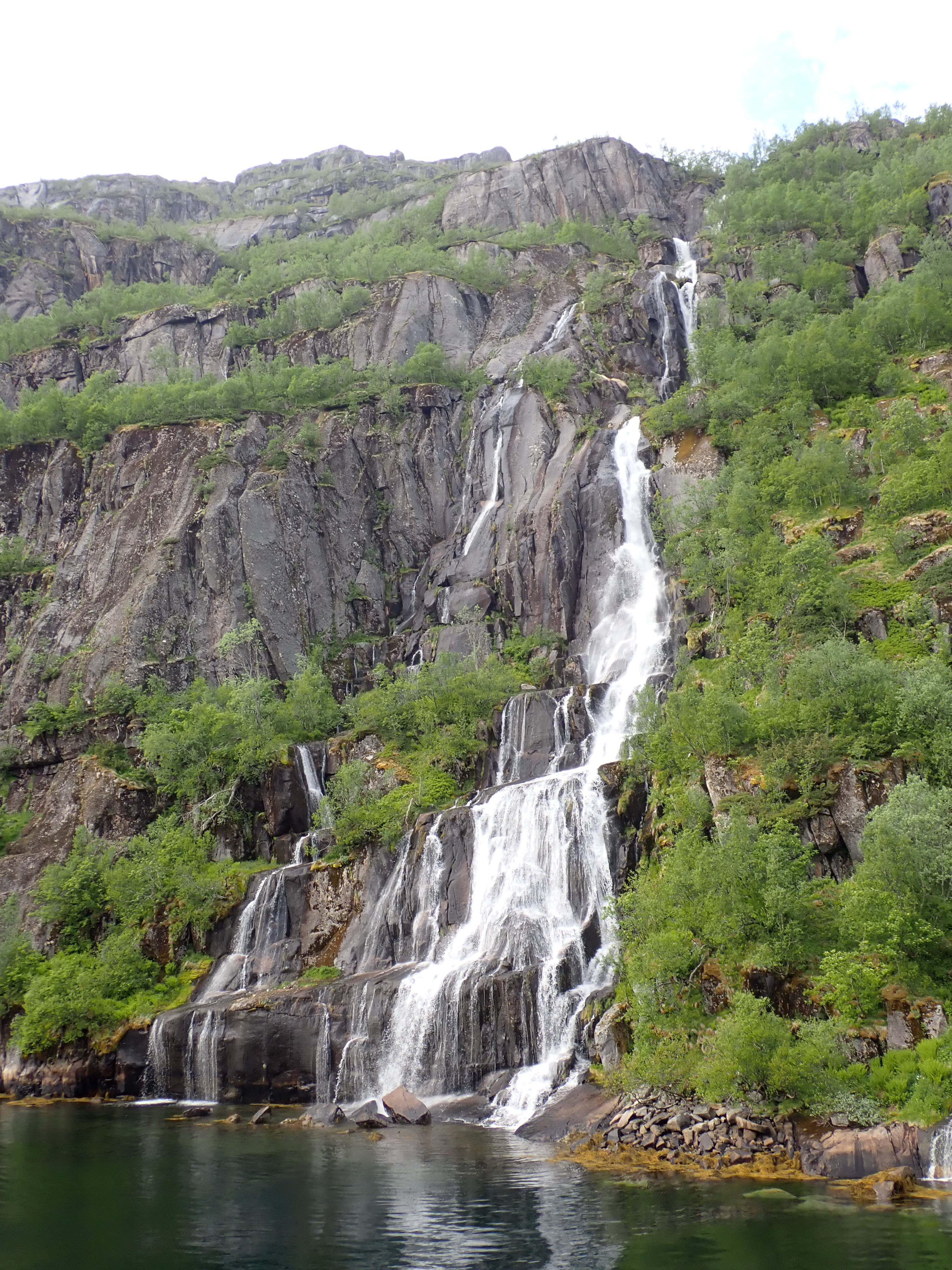
Cascade de la Jarsteinelva
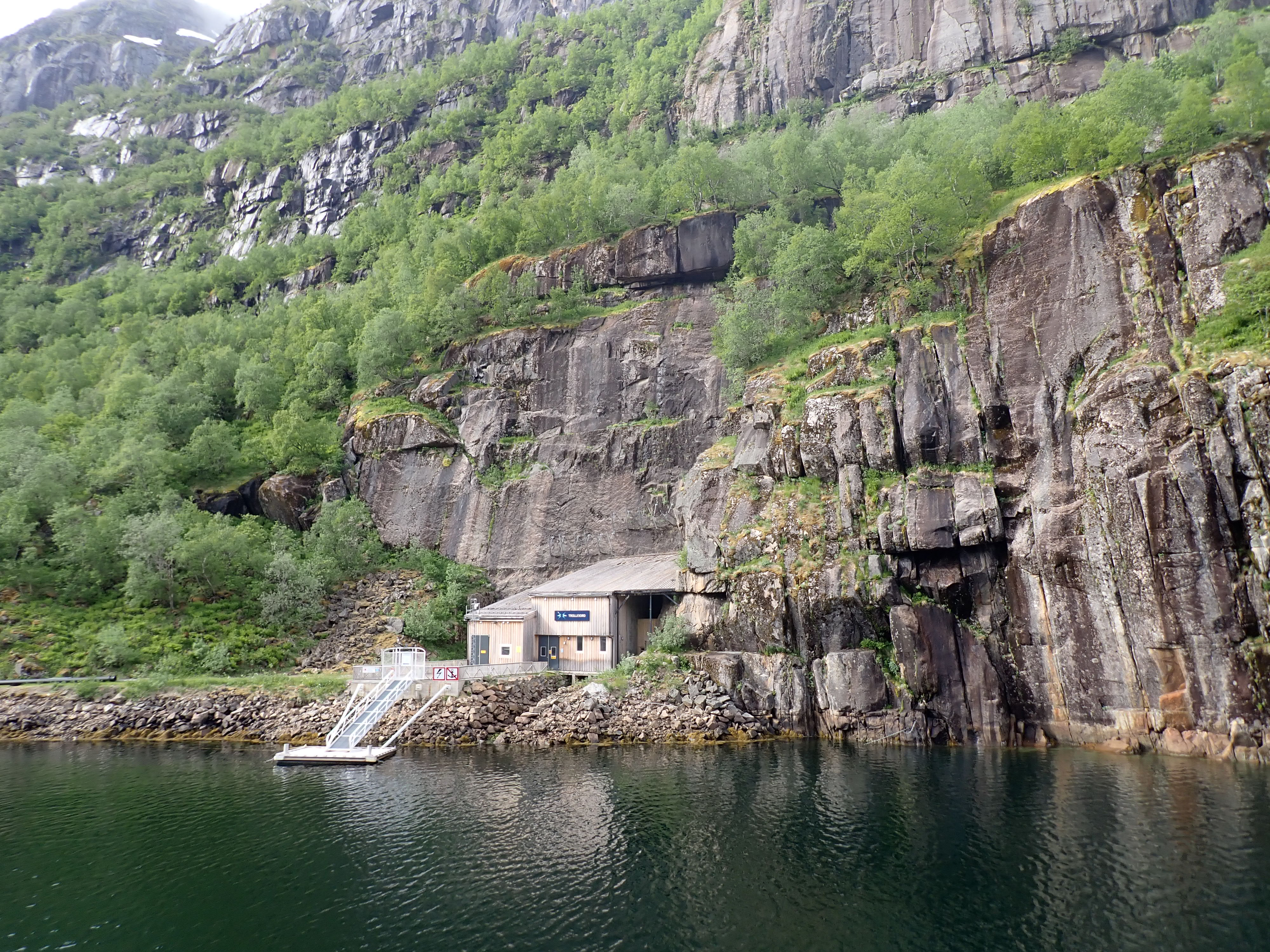
Centrale électrique Trollfjord II
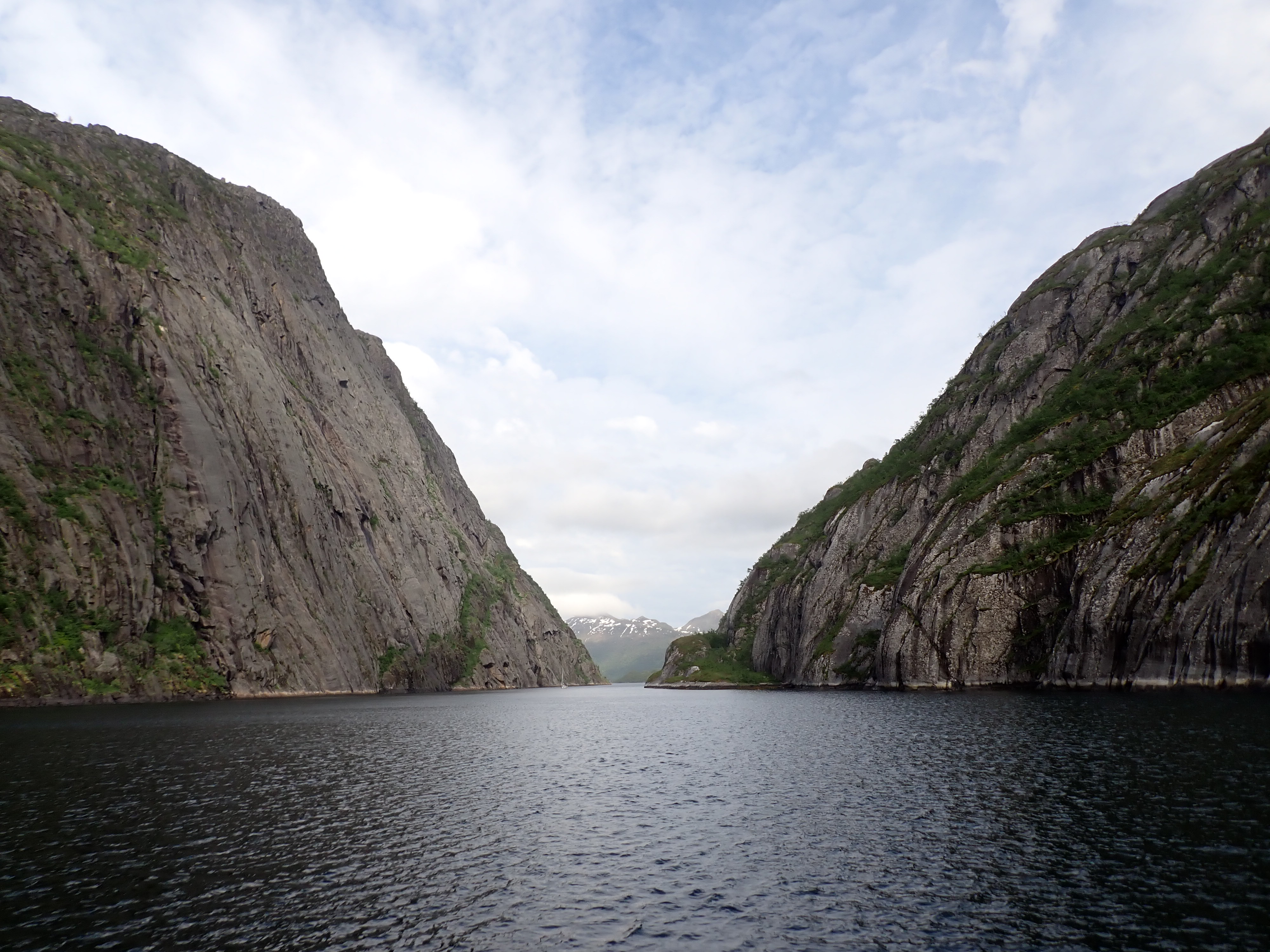
Vue en direction de la sortie sur le Raftsund